# Siirt

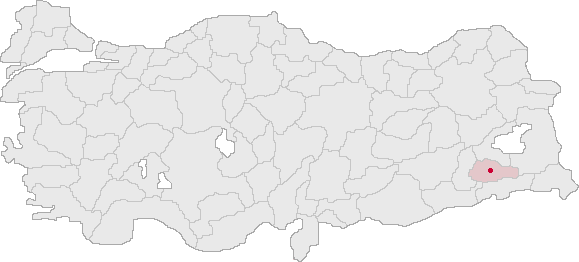
Położenie prowincji Siirt

Siirt – miasto w Turcji, centrum administracyjne prowincji i dystryktu.
Według danych na rok 2000 miasto zamieszkiwało 98 281 osób, a według danych na rok 2004 całą prowincję ok. 268 000 osób. Gęstość zaludnienia w prowincji wynosiła ok. 50 osób na km².